# Chinese Taipei Open 1987
Die Chinese Taipei Open 1987 im Badminton fanden vom 14. bis zum 18. Januar 1987 in Taipeh statt. Das Preisgeld betrug 35.000 US-Dollar.

## Finalergebnisse
| Disziplin    | Sieger                          | Finalist                            | Ergebnis          |
| ------------ | ------------------------------- | ----------------------------------- | ----------------- |
| Herreneinzel | Misbun Sidek                    | Park Joo-bong                       | 5-15, 15-9, 15-3  |
| Dameneinzel  | Kirsten Larsen                  | Helen Troke                         | 11-4, 5-11, 11-1  |
| Herrendoppel | Eddy Hartono Liem Swie King     | Stefan Karlsson Mark Christiansen   | 15-4, 15-5        |
| Damendoppel  | Chung Myung-hee Hwang Hye-young | Maria Bengtsson Christine Magnusson | 14-17, 15-9, 15-4 |
| Mixed        | Steen Fladberg Gillian Clark    | Billy Gilliland Gillian Gowers      | 15:7, 14:18, 15:5 |